# Eccellenza Marche 2002-2003
Il campionato italiano di calcio di Eccellenza regionale 2002-2003 è stato il dodicesimo organizzato in Italia. Rappresenta il sesto livello del calcio italiano.
Questi sono i gironi organizzati dal Comitato Regionale Marche.

## Squadre partecipanti
| Squadra                          | Città (provincia)        |
| -------------------------------- | ------------------------ |
| U.S. Calcinelli                  | Saltara (PU)             |
| U.S. Castelfrettese              | Falconara Marittima (AN) |
| A.S.D. Centobuchi                | Monteprandone (AP)       |
| Pol. Forsempronese               | Fossombrone (PU)         |
| S.P. Grottammare                 | Grottammare (AP)         |
| A.S.C. Imab Urbino               | Urbino (PU)              |
| U.S. Lucrezia Calcio 1966        | Cartoceto (PU)           |
| U.S. Montegiorgese               | Montegiorgio (AP)        |
| Pol. Montegranaro Calcio         | Montegranaro (AP)        |
| A.S. Nuova Jesi Calcio           | Jesi (AN)                |
| U.S. Pergolese                   | Pergola (Italia) (PU)    |
| A.S.D. Calcio Porto Sant'Elpidio | Porto Sant'Elpidio (AP)  |
| A.C. Real Vallesina              | Moie (AN)                |
| U.S. Recanatese                  | Recanati (MC)            |
| Urbania Calcio                   | Urbania (PU)             |
| U.S. Urbisalviense               | Urbisaglia (MC)          |

## Aggiornamenti
Cinque furono i cambiamenti per la stagione 2002-2003: la Jesina era retrocessa dalla Serie D mentre dalla Promozione erano salite il Calcinelli, di ritorno per la prima volta dal 1997-98, il Porto Sant'Elpidio, immediatamente risalito, e le debuttanti Centobuchi e Real Vallesina. Vennero introdotti da questa stagione i playoff regionali che coinvolgevano le squadre classificate dal secondo al quinto posto. La vincitrice sarebbe stata ammessa agli spareggi nazionali.
Il torneo fu vinto dall'Urbino che precedette il Grottammare. La formazione rivierasca superò le insidie dei primi spareggi regionali e completò il lavoro in ambito nazionale ottenendo la promozione in Serie D. In coda l'Urbania non fu mai in corsa per la salvezza. Calcinelli e Montegranaro non riuscirono a sovvertire il risultato della stagione regolare e condivisero con i durantini il verdetto sfavorevole.

## Classifica finale
|  | Pos. | Squadra            | Pt | G  | V  | N  | P  | GF | GS | DR  |
|  | ---- | ------------------ | -- | -- | -- | -- | -- | -- | -- | --- |
|  | 1.   | Imab Urbino        | 63 | 30 | 19 | 6  | 5  | 45 | 21 | +24 |
|  | 2.   | Grottammare        | 58 | 30 | 16 | 10 | 4  | 42 | 22 | +20 |
|  | 3.   | Pergolese          | 53 | 30 | 15 | 8  | 7  | 43 | 25 | +18 |
|  | 4.   | Porto Sant'Elpidio | 49 | 30 | 13 | 10 | 7  | 41 | 28 | +13 |
|  | 5.   | Urbisalviense      | 48 | 30 | 13 | 9  | 8  | 34 | 32 | +2  |
|  | 6.   | Forsempronese      | 45 | 30 | 12 | 9  | 9  | 29 | 30 | -1  |
|  | 7.   | Castelfrettese     | 42 | 30 | 11 | 9  | 10 | 34 | 27 | +7  |
|  | 8.   | Real Vallesina     | 42 | 30 | 11 | 9  | 10 | 43 | 47 | -4  |
|  | 9.   | Nuova Jesi         | 41 | 30 | 10 | 11 | 9  | 31 | 28 | +3  |
|  | 10.  | Centobuchi         | 39 | 30 | 9  | 12 | 9  | 33 | 32 | +1  |
|  | 11.  | Recanatese         | 39 | 30 | 9  | 12 | 9  | 30 | 31 | -1  |
|  | 12.  | Montegiorgese      | 36 | 30 | 9  | 9  | 12 | 32 | 37 | -5  |
|  | 13.  | Lucrezia           | 29 | 30 | 7  | 8  | 15 | 21 | 31 | -10 |
|  | 14.  | Montegranaro       | 29 | 30 | 8  | 5  | 17 | 33 | 44 | -11 |
|  | 15.  | Calcinelli         | 27 | 30 | 6  | 9  | 15 | 29 | 41 | -12 |
|  | 16.  | Urbania            | 10 | 30 | 2  | 4  | 24 | 17 | 61 | -44 |

## Spareggi

### Play-off
Semifinali
| Squadra 1          | Totale | Squadra 2   | Andata | Ritorno |
| ------------------ | ------ | ----------- | ------ | ------- |
| Urbisalviense      | 2 - 4  | Grottammare | 0 - 0  | 2 - 4   |
| Porto Sant'Elpidio | 2 - 1  | Pergolese   | 2 - 1  | 0 - 0   |

Andata
| ??? 2003 | Urbisalviense | 0 – 0 | Grottammare |  |

| ??? 2003 | Porto Sant'Elpidio | 2 – 1 | Pergolese |  |

Ritorno
| ??? 2003 | Grottammare | 4 – 2 | Urbisalviense |  |

| ??? 2003 | Pergolese | 0 – 0 | Porto Sant'Elpidio |  |

Finale
| Squadra 1   | Risultato   | Squadra 2          |
| ----------- | ----------- | ------------------ |
| Grottammare | 1 - 0 (dts) | Porto Sant'Elpidio |

| ??? 2003 | Grottammare | 1 – 0 (d.t.s.) | Porto Sant'Elpidio |  |

### Play-out
| Squadra 1    | Totale | Squadra 2     | Andata | Ritorno |
| ------------ | ------ | ------------- | ------ | ------- |
| Calcinelli   | 2 - 3  | Montegiorgese | 1 - 1  | 1 - 2   |
| Montegranaro | 0 - 4  | Lucrezia      | 0 - 4  | 0 - 0   |

Andata
| ??? 2003 | Calcinelli | 1 – 1 | Montegiorgese |  |

| ??? 2003 | Montegranaro | 0 – 4 | Lucrezia |  |

Ritorno
| ??? 2003 | Montegiorgese | 2 – 1 | Calcinelli |  |

| ??? 2003 | Lucrezia | 0 – 0 | Montegranaro |  |